# Nez Perce Peak
Der Nez Perce Peak oder Nez Perce ist ein Berg im Grand-Teton-Nationalpark im Westen des US-Bundesstaates Wyoming. Er hat eine Höhe von 3627 m und ist Teil der Teton Range in den Rocky Mountains. Er befindet sich in der Cathedral Group, einem Bergstock, der die höchsten Gipfel der Teton Range zwischen den Schluchten Cascade Canyon und Avalanche Canyon umfasst. Der Nez Perce Peak liegt wenige Kilometer südlich des Grand Teton, dem höchsten Berg der Teton Range, östlich von Cloudveil Dome und South Teton, nördlich des Shadow Peak und westlich der Seen Taggart Lake und Bradley Lake. Der Nez Perce Peak erhebt sich südlich über den Garnet Canyon und nördlich über den Avalanche Canyon. Er bildet einen Teil der bekannten Bergkulisse der Teton Range, die fast überall im Tal Jackson Hole zu sehen ist. Die Erstbesteigung erfolgte im Jahr 1930 durch Phil Smith.

## Galerie

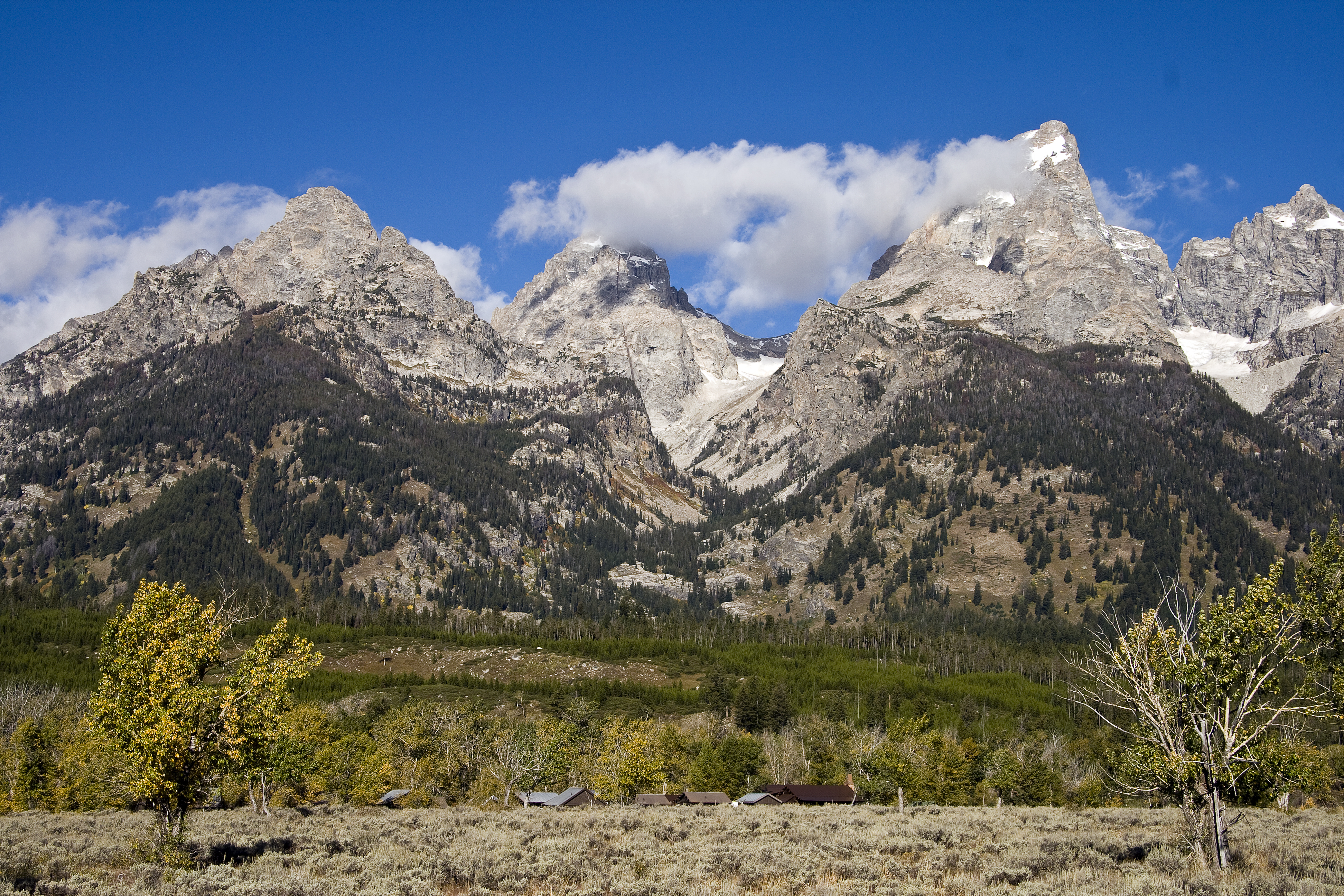
Garnet Canyon in der Bildmitte, umgeben von Nez Perce Peak (links), Middle Teton (hinten) und Disappointment Peak (Mitte rechts). Ganz rechts der Mount Owen
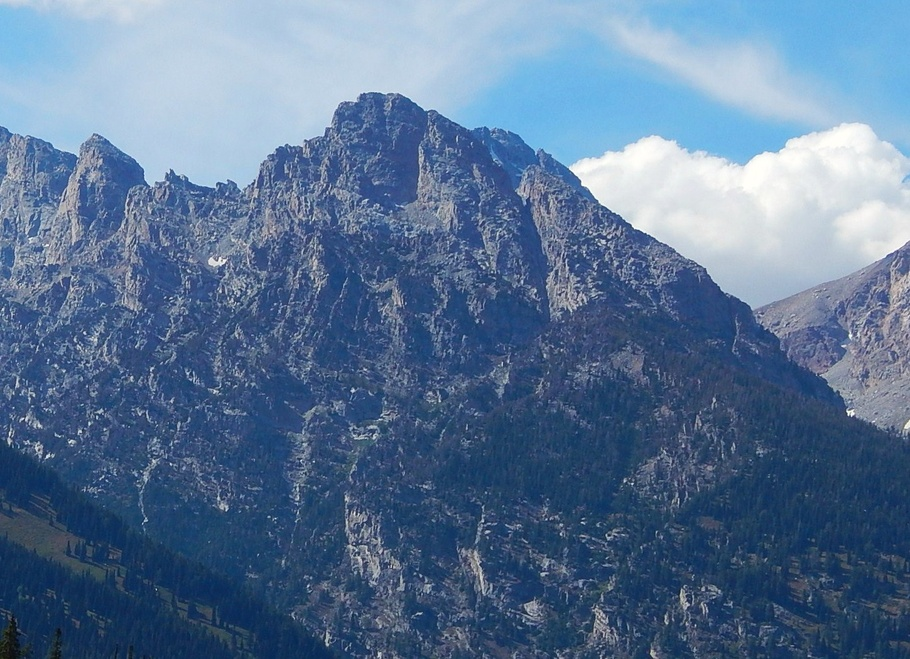
Nez Perce Peak
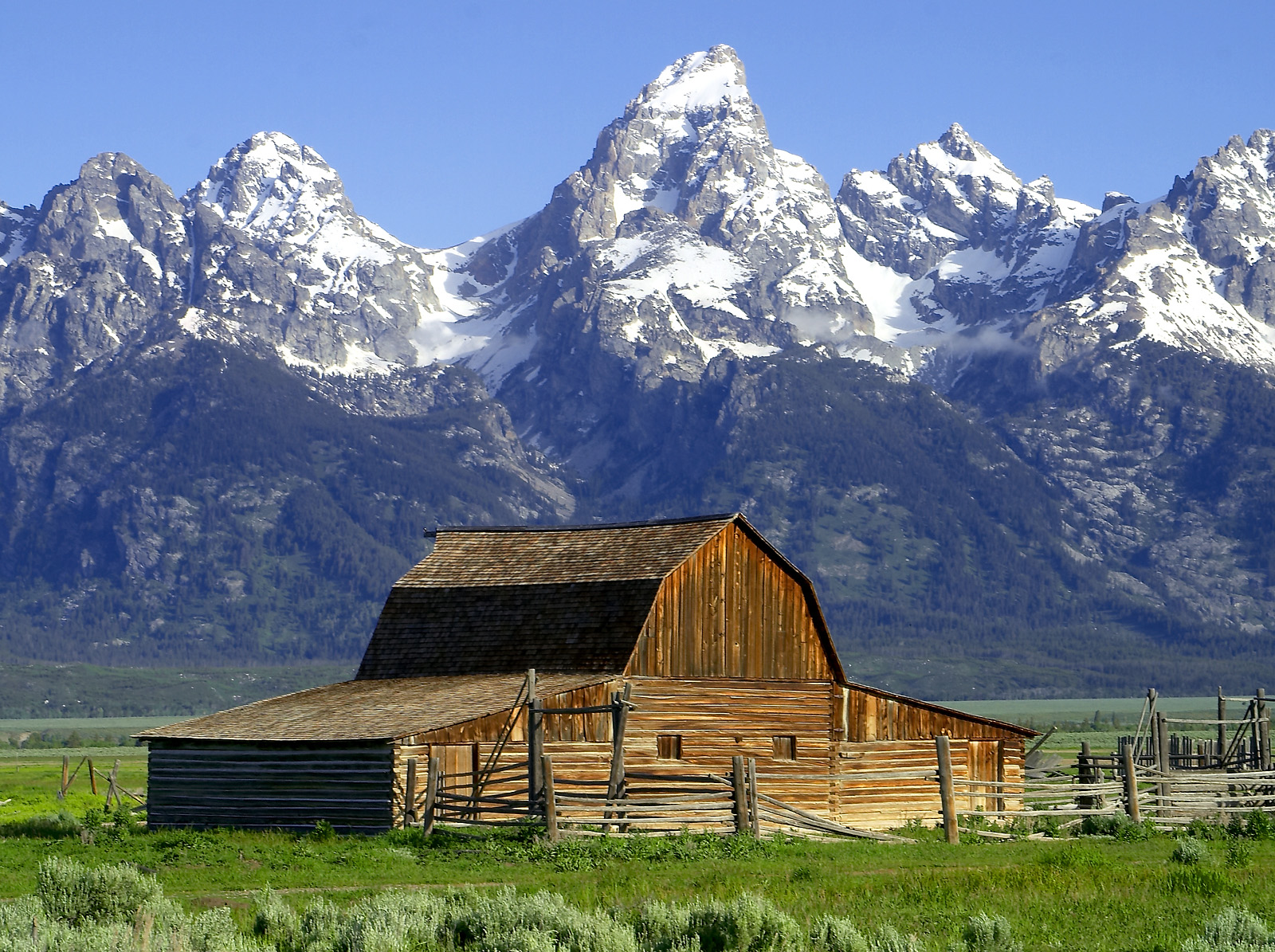
Von links nach rechts: Nez Perce Peak, Middle Teton, Grand Teton, Mount Owen und Teewinot Mountain.
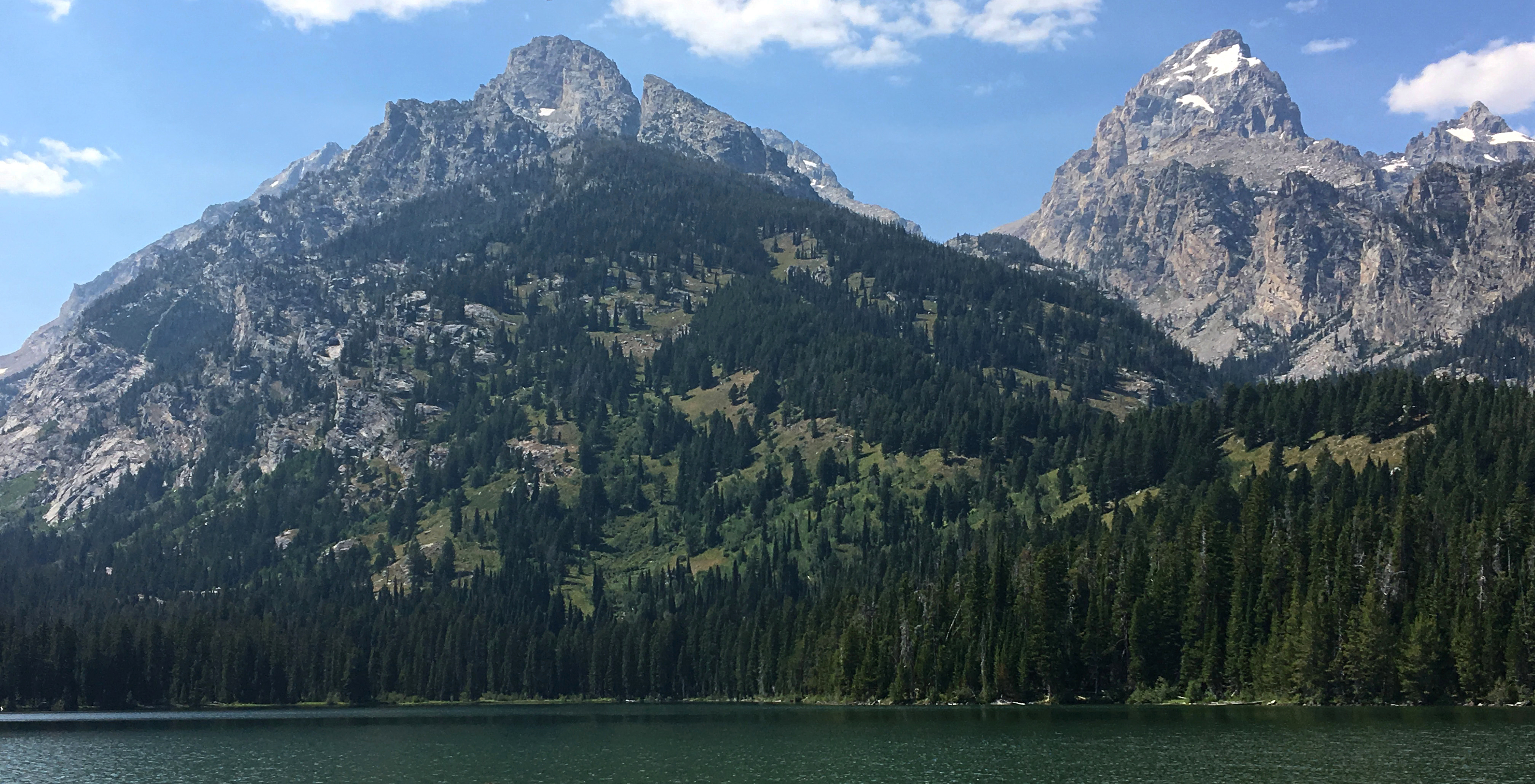
Nez Perce Peak (links) und Grand Teton (rechts)